# Archidiecezja Santa Fe de la Vera Cruz
Archidiecezja Santa Fe de la Vera Cruz (łac. Archidioecesis Sanctae Fidei Verae Crucis) – archidiecezja Kościoła rzymskokatolickiego w Argentynie.

## Historia
15 lutego 1897 roku papież Leon XIII bullą In Petri Cathedra erygował diecezję Santa Fe. Dotychczas wierni z tym terenów należeli do diecezji (obecnie archidiecezji) Paraná.
20 kwietnia 1934 roku decyzją papieża Piusa XI wyrażoną w bulli Nobilis Argentinæ Nationis diecezja została podniesiona do rangi archidiecezji metropolitalnej. W tym samym czasie diecezja utraciła część swojego terytorium na rzecz nowo powstałej diecezji Rosario.
3 czerwca 1939 roku z terytoriów archidiecezji wydzielona została Diecezja Resistencia, w roku 1957 Diecezja Reconquista zaś w 1961 roku Diecezja Rafaela.
19 września 1992 roku została zmieniona nazwa archidiecezji na Santa Fe de la Vera Cruz.

## Ordynariusze

### Biskupi Santa Fe
- Juan Agustín Boneo (1898 – 1932)
- Nicolás Fasolino (1932 – 1934)

### Arcybiskupi Santa Fe
- Nicolás Fasolino (1934 – 1969)
- Vicente Faustino Zazpe (1969 - 1984)
- Edgardo Gabriel Storni (1984 - 1992)

### Arcybiskupi Santa Fe de la Vera Cruz
- Edgardo Gabriel Storni (1992 - 2002)
- José María Arancedo (2003 - 2018)
- Sergio Fenoy (od 2018)